# Jacek Lipowczan
Jacek Lipowczan (ur. 10 września 1951 w Istebnej) – polski malarz, grafik i scenograf.

## Życiorys
Pochodzi z rodziny osiadłej na Śląsku Cieszyńskim w początkach XVIII wieku. Jest synem Wiktora – architekta i Haliny. Ukończył liceum im. Mikołaja Kopernika w Katowicach w 1969 roku, a w 1976 Akademię Sztuk Pięknych w Krakowie, uzyskując dyplom na Wydziale Grafiki u profesora Mieczysława Wejmana.
Bezpośrednio po studiach zajmował się rysunkiem, brał udział w lokalnych wystawach na Śląsku. Pracując jako asystent scenografa przy produkcji poetyckiego filmu Okrągły tydzień Tadeusza Kijańskiego w zespole filmowym Silesia Kazimierza Kutza, zetknął się z projektami Andrzeja Majewskiego, które wywarły wpływ na kształtowanie się jego wyobraźni malarskiej.
W roku 1981 wyemigrował z Polski, najpierw do Szwecji, a następnie do Australii, gdzie pracował w studiu filmów rysunkowych Hanna Barbera w Sydney, między innymi przy produkcji seriali Smerfy i Lucky Luke. Wykonywał również na zlecenie kopie obrazów starych mistrzów, takich jak Bosch, Bruegel, Holbein, ale również i mistrzów renesansu, studiując przy tej okazji ich techniki. W swej twórczości stara się nie tyle naśladować, ile korzystać z tych obserwacji, podpatrując kompozycję, kolorystykę i sposób malowania detali. W latach dziewięćdziesiątych XX wieku mieszkał w Katowicach, gdzie prowadził trzy eleganckie restauracje i agencję reklamową, angażując się również w działalność społeczną. Po przeniesieniu się do Niemiec pracował jako grafik, dyrektor artystyczny i ilustrator w wydawnictwach i agencjach reklamowych.
W 2004 roku zdecydował się poświęcić wyłącznie malarstwu. Swoimi wątpliwościami co do późnego debiutu podzielił się z katowickim wybitnym malarzem Jerzym Dudą-Graczem, który ośmielił go do malowania. Styl Lipowczana można określić jako realizm surrealistyczno-fantastyczny. Dołączył do grupy artystów malujących w podobnej manierze, zostając członkiem międzynarodowego stowarzyszenia Society of Art of Imagination w Londynie, którego patronem jest austriacki surrealista Ernst Fuchs. Jest również członkiem Bundesverband Bildender Künstler Köln e.V oraz Syrlin Kunstverein International e.V Stuttgart.
Od 2004 roku bierze aktywny udział w życiu artystycznym wystawiając swe prace na wystawach we Francji, Wielkiej Brytanii, Szwajcarii, Niemczech, Austrii, Polsce, Danii i USA.
W październiku 2017 r. otrzymał nagrodę wystawy Visionnaires Art w Chateau de Waroux, w maju 2018 r. Srebrny Medal L'Académie Interrnationale du Mérite et du Dévouement Français w Paryżu.